# Krigsåret 1963

## Pågående krig
- Kongokrisen (1960-1965)

- Vietnamkriget (1959-1975)[1]
  - Sydvietnam och USA på ena sidan
  - Nordvietnam på andra sidan
- Indonesisk-malaysiska konflikten 1963-1966
  - Malaysia på ena sidan
  - Indonesien på andra sidan

## Händelser

### Januari
- 3 - Katanga kapitulerar till Kongo Leopoldville.

### Oktober
- Oktober - Sandkriget mellan Marocko och Algeriet om Tindouf.

### November
- 2 - President Ngo Dinh Diem av Sydvietnam dödas dagen efter en statskupp.

### Fotnoter
1. ↑  ”World Statesmen”. http://www.worldstatesmen.org/WARS.html. Läst 28 juni 2011.